# Jacksonia foliosa
Jacksonia foliosa är en ärtväxtart som beskrevs av Porphir Kiril Nicolai Stepanowitsch Turczaninow. Jacksonia foliosa ingår i släktet Jacksonia och familjen ärtväxter. Inga underarter finns listade i Catalogue of Life.